# Acide 2-nitrobenzoïque
L'acide 2-nitrobenzoïque est un composé organique de formule C6H4(NO2)CO2H. Il est préparé par oxydation du 2-nitrotoluène avec de l'acide nitrique. C'est l'un des trois isomères structuraux de l'acide nitrobenzoïque avec l'acide 3-nitrobenzoïque et l'acide 4-nitrobenzoïque.

## Propriétés
À température ambiante, l'acide 2-nitrobenzoïque se trouve sous forme de poudre blanche. Le composé est légèrement soluble dans l'eau et plus encore dans l'éthanol, l'éther diéthylique et l'acétone. En tant qu'acide, l'acide 2-nitrobenzoïque est plus fort que l'acide benzoïque et a une valeur de pKa de 2,2. Le composé peut être réduit par hydrogénation en acide anthranilique.

## Synthèse
L'acide 2-nitrobenzoïque peut être préparé par nitration de l'acide benzoïque, mais il est principalement préparé à partir du 2-nitrotoluène par oxydation avec de l'acide nitrique, de l'acide chromique ou du permanganate de potassium.

## Utilisation
L'acide o-nitrobenzoïque est utilisé pour fabriquer de l'acide anthranilique, des pesticides, du chlorure de 2-nitrobenzoyle et certains médicaments tels que la glafénine et la pirenzépine. Il peut également être utilisé en chimie analytique pour détecter la présence d'ions mercure ou d'ions métalliques tétravalents.